# Rainer Kaul
Rainer Kaul (* 6. Januar 1952 in Linkenbach) ist DRK-Präsident des DRK-Landesverbandes Rheinland-Pfalz. Von 1993 bis 2017 war er Landrat des Kreises Neuwied.

## Leben
Rainer Kaul absolvierte nach einer Verwaltungslehre (1968–1970) bei der Verbandsgemeindeverwaltung Puderbach, eine Ausbildung zum Beamten des gehobenen Dienstes (1970–1974) in der Kreisverwaltung Neuwied, die er an der Verwaltungsschule in Koblenz als Diplom-Verwaltungswirt (FH) abschloss. Berufsbegleitend belegte er anschließend von 1975 bis 1979 an der Verwaltungs- und Wirtschaftsakademie in Koblenz eine Weiterbildung zum Verwaltungs-Betriebswirt (VWA).
Von 1974 bis 1989 war Rainer Kaul Verwaltungsbeamter bei der Kreisverwaltung Neuwied, zuletzt von 1981 bis 1989 als Leiter des Rechnungs- und Gemeindeprüfungsamtes. 1989 wurde Kaul Finanz- und Energiereferent des Gemeinde- und Städtebundes Rheinland-Pfalz im Range eines Verwaltungsdirektors.
Rainer Kaul ist verheiratet, Vater von zwei erwachsenen Kindern, vier Enkeln und Mitglied der Rotarier.

## Ehrenämter im DRK und weitere
- Präsident des Deutschen Roten Kreuzes Landesverband Rheinland-Pfalz
- Aufsichtsratsvorsitzender der DRK-Trägergesellschaft Süd-West mbH in Rheinland-Pfalz mit Sitz in Mainz (11 Krankenhäuser an 13 Standorten)
- Aufsichtsratsvorsitzender des DRK-Blutspendedienstes West mit Sitz in Hagen (umfasst Nordrhein-Westfalen, Rheinland-Pfalz und das Saarland)
- Mitglied des Präsidialrates des DRK-Bundesverbandes mit Sitz in Berlin
- Mitglied des Verwaltungsrates der DRK-Elisabeth-Stiftung mit Sitz in Birkenfeld
- Stellv. Vorsitzender der Kulturstiftung „Abtei Rommersdorf“ mit Sitz in Neuwied-Heimbach
- Vorsitzender der Gesellschafterversammlung „Hospiz Rhein-Wied“ mit Sitz in Neuwied

## Politische Ämter
Rainer Kaul ist seit 1969 Mitglied der SPD, die er fast zwei Jahrzehnte im Ortsgemeinderat Linkenbach und im Verbandsgemeinderat der Verbandsgemeinde Puderbach vertrat. Von 1984 bis 1989 war er Vorsitzender des SPD-Ortsvereins Puderbach.
Als Ludwig Eich im Dezember 1990 zum Abgeordneten des Deutschen Bundestages gewählt wurde und sein bisheriges Mandat als Abgeordneter des Landtags von Rheinland-Pfalz niederlegte, folgte ihm Kaul im Januar 1991 im Landtagsabgeordnetenmandat. Im Januar 1992 wurde Kaul Erster Beigeordneter des Landkreises Neuwied.
Am 8. Dezember 1993 wurde Rainer Kaul zum Landrat des Landkreises Neuwied ernannt und am 10. Juni 2001 durch Direktwahl mit einem Stimmenanteil von 60,1 % im Amt bestätigt. Am 7. Juni 2009 wurde er mit 62,2 % der abgegebenen Stimmen erneut für acht Jahre wiedergewählt.
Zum Jahresende 2017 trat er kurz vor seinem 66. Lebensjahr in den Ruhestand.

## Auszeichnungen
- Verdienstkreuz am Bande der Bundesrepublik Deutschland (2018)[4]